# Дамнянович-Нильссон, Александр
Фредди Александр Дамнянович-Нильссон (швед. Freddy Aleksander Damnjanovic Nilsson; род. 5 сентября 2002, Мальмё) — шведский футболист, полузащитник «Саннефьорд».

## Клубная карьера
Является воспитанником «Мальмё», в котором начал заниматься с пяти лет. В июне 2021 года подписал первый контракт с основной командой сроком на полтора года. 20 августа того же года на правах аренды до конца сезона перешёл в датский «Яммербугт». В его составе провёл 13 матчей в первом дивизионе, не отметившись результативными действиями.
В марте 2022 года отправился в аренду до конца июля в норвежский «Саннефьорд». 3 апреля в матче первого тура с «Хёугесунном» дебютировал в чемпионате Норвегии, появившись на поле в стартовом составе.

## Карьера в сборной
Выступал за юношеские сборные Швеции различных возрастов. В мае 2019 года в составе сборной до 17 лет принимал участие в юношеском чемпионате Европы в Ирландии. Нильссон принял участие во всех трёх матчах группового этапа: с Нидерландами (0:2), Францией (2:4) и Англией (1:3). Шведы заняли в турнирной таблице последнее место и в плей-офф не вышли.

## Клубная статистика
| Выступление      | Выступление      | Выступление      | Лига | Лига | Кубки | Кубки | Итого | Итого |
| Клуб             | Лига             | Сезон            | Игры | Голы | Игры  | Голы  | Игры  | Голы  |
| ---------------- | ---------------- | ---------------- | ---- | ---- | ----- | ----- | ----- | ----- |
| → Яммербугт      | 1-й дивизион     | 2021/2022        | 13   | 0    | 1     | 0     | 14    | 0     |
| → Яммербугт      | Итого            | Итого            | 13   | 0    | 1     | 0     | 14    | 0     |
| Саннефьорд       | Элитсерия        | → 2022           | 15   | 0    | 3     | 0     | 18    | 0     |
| Саннефьорд       | Элитсерия        | 2023             | 30   | 4    | —     | —     | 30    | 4     |
| Саннефьорд       | Итого            | Итого            | 45   | 4    | 3     | 0     | 48    | 4     |
| Всего за карьеру | Всего за карьеру | Всего за карьеру | 58   | 4    | 4     | 0     | 62    | 4     |